# Marcin Kuźba
Marcin Krzysztof Kuźba (* 15. April 1977 in Tomaszów Mazowiecki, Polen) ist ein ehemaliger polnischer Fußballspieler. 

## Vereinskarriere
Kuźba begann seine Profikarriere beim polnischen Rekordmeister Górnik Zabrze. Hier absolvierte er als 18-Jähriger in seiner ersten Profisaison (1995/1996) gleich 26 Spiele und schoss 8 Tore. Nach zwei weiteren starken Saisons für Górnik Zabrze wechselte er 1998 nach Frankreich zu AJ Auxerre. Allerdings konnte der junge Stürmer in Auxerre nicht überzeugen und wurde am Saisonende an den Schweizer Klub Lausanne-Sports verkauft. In der Schweiz konnte er wieder an alte Zeiten anknüpfen und schoss in 70 Spielen 35 Tore für die Schweizer. Von 2001 bis 2002 spielte Kuźba erneut in Frankreich. Diesmal bei AS Saint-Étienne. Seine Torausbeute (3 Tore in 26 Spielen) war allerdings wieder nicht überzeugend, so dass er Ende 2002 wieder nach Polen zu Wisła Krakau wechselte. In der Saison 2002/2003 schoss er in 27 Spielen 21 Tore für die Krakauer und wurde Dritter in der Torschützenliste (hinter Stanko Svitlica mit 24 Toren und Maciej Żurawski mit 22 Toren). Von 2003 bis 2004 spielte er für Olympiakos Piräus in Griechenland. Allerdings wurde er vom Verletzungspech verfolgt und absolvierte lediglich neun Spiele, in denen er fünf Tore schoss. Nach seiner Rückkehr nach Krakau kam er nicht über die Reservistenrolle hinaus und beendete nach einem kurzen Gastspiel bei Górnik Zabrze 2007 seine Karriere.

## Nationalmannschaft
Für die polnische Fußballnationalmannschaft spielte Marcin Kuźba insgesamt 6 Spiele (2 Tore). Er spielte jedoch nie bei einer WM oder EM.

## Erfolge
- 2× Polnischer Meister: 2002/03, 2004/05
- 1× Polnischer Pokalsieger: 2002/03